# Aslan (Narnia)
Pour les articles homonymes, voir Aslan.
Aslan ([ˈæslæn], [ˈæz-]) est le personnage central du Monde de Narnia, une série de sept romans de fantaisie pour la jeunesse écrits par C. S. Lewis. Il est inspiré du lion de Juda.
C'est le lion du titre Le Lion, la Sorcière blanche et l'Armoire magique, et c'est le seul personnage du cycle à apparaître dans chaque roman.

## Caractéristiques du personnage
Aslan  est l'un des plus énigmatiques : 

« — Il viendra et il partira, […]. Un jour vous le verrez, et un autre jour vous ne le verrez pas. Il n'aime pas les entraves et, bien entendu il doit s'occuper d'autres pays. C'est très bien comme cela. Mais vous ne devez pas le harceler. Il est sauvage vous savez. Ce n'est pas comme un lion apprivoisé. »

— citation du livre Le Lion, la Sorcière blanche et l'Armoire magique
C'est un lion parlant, fils de l'Empereur d'au-delà de la mer. Il est surtout le fondateur de Narnia et celui qui en nomme les souverains, tels que le roi Franck ou le Grand Roi Peter. Possédant une grande sagesse et des pouvoirs surnaturels impressionnants, c’est lui qui guide les enfants pour sauver  le monde de Narnia de différents dangers. C. S. Lewis le décrivait comme une figure christique.
Aslan est aussi le créateur d’un ordre de chevalerie dont il est lui-même le maître : c’est « l’Ordre du Lion ». Le roi Peter en fait partie en tant que chevalier.

## Autour du personnage
Aslan est le mot lion en turc. C'était aussi un titre chez les Seldjoukides et les Ottomans.
Dans Le Neveu du magicien, il apparaît à l'origine de Narnia, et les personnages assistent à la création de ce monde parallèle. Aslan crée Narnia par le pouvoir de son chant. Il donne la raison et la parole aux animaux, et nomme les premiers souverains.
Dans Le Lion, la Sorcière blanche et l'Armoire magique, mille ans plus tard, il prépare la guerre contre Jadis, la sorcière blanche, qui règne depuis cent ans sur Narnia. Celle-ci lui réclame Edmund Pevensie pour le tuer, et Aslan s'offre à son ennemie afin qu'elle le sacrifie à sa place sur la Table de pierre. À l'aurore, son corps supplicié a disparu et Aslan réapparaît, ressuscité.
Dans Le Fauteuil d'argent, il apparaît à Jill Pole  pour lui confier une mission importante et l'envoie par son souffle à Narnia.
Enfin, dans La Dernière Bataille, il est supplanté par le dieu des Calormènes, Tash. Il emporte alors les principaux personnages dans son monde dans un jardin, une sorte de Paradis, depuis lequel Narnia et les autres mondes semblent n'être que des ombres.
Dans les films réalisés par Walt Disney Pictures et 20th Century Fox, Liam Neeson lui prête sa voix.